# 鶴賀義紀
鶴賀 義紀（つるが よしのり、1964年6月1日 - ）は、プロレスの元リングアナウンサー。

## 経歴
メジャー女子プロレスAtoZでリングアナウンサーデビュー。
2005年8月、AtoZを退社。11月23日、プロモーション「GIRLS DOOR」を旗揚げ。
現在はM-1 GLOBAL JAPANの代表。
| スタブアイコン | サブスタブ | この項目は、まだ閲覧者の調べものの参照としては役立たない、アナウンサーに関連した書きかけの項目です。この項目を加筆・訂正などしてくださる協力者を求めています（PJ:アナウンサー）。 |